# Ruční fetišismus
Ruční fetišismus  (nebo též ruční parcialismus) je sexuální fetišismus, kde předmětem zájmu jsou ruce. Může zahrnovat sexuální přitažlivost určité části rukou, například prstů, dlaně nebo nehtů, anebo přitažlivost specifické činnosti prováděné rukama (která jinak není považována za sexuální - například mytí nebo utírání nádobí). Tento fetiš se může projevovat jako touha po fyzické interakci nebo jako zdroj sexuální fantazie.